# Szentlélek-templom (Zsigra)
A Szentlélek-templom (szlovákul: Kostol Ducha Svätého római katolikus templom a szlovákiai Zsigrán. A falu belterületének délkeleti részén, egy kis dombon szabadon áll, a környékről jól látható helyen.
A Felvidék talán legértékesebb középkori freskóiról ismert. A Lőcse, Szepes vára és a kapcsolódó műemlékek nevű helyszín részeként 1993 óta a Világörökség része.

## Történelem
Az Árpád-kori eredetű Zsigra plébániatemplomát Sigrai János szepesi gróf építtette 1245 és 1275 között kései román és korai gótikus stílusban. A 15. században tűz martalékává vált, ezt követően, 1425-ben már az érett gótika stílusában állították helyre; a korábbi síkmennyezet helyett gótikus boltozatot kapott oszlopsorral, mely két hajóra osztja.

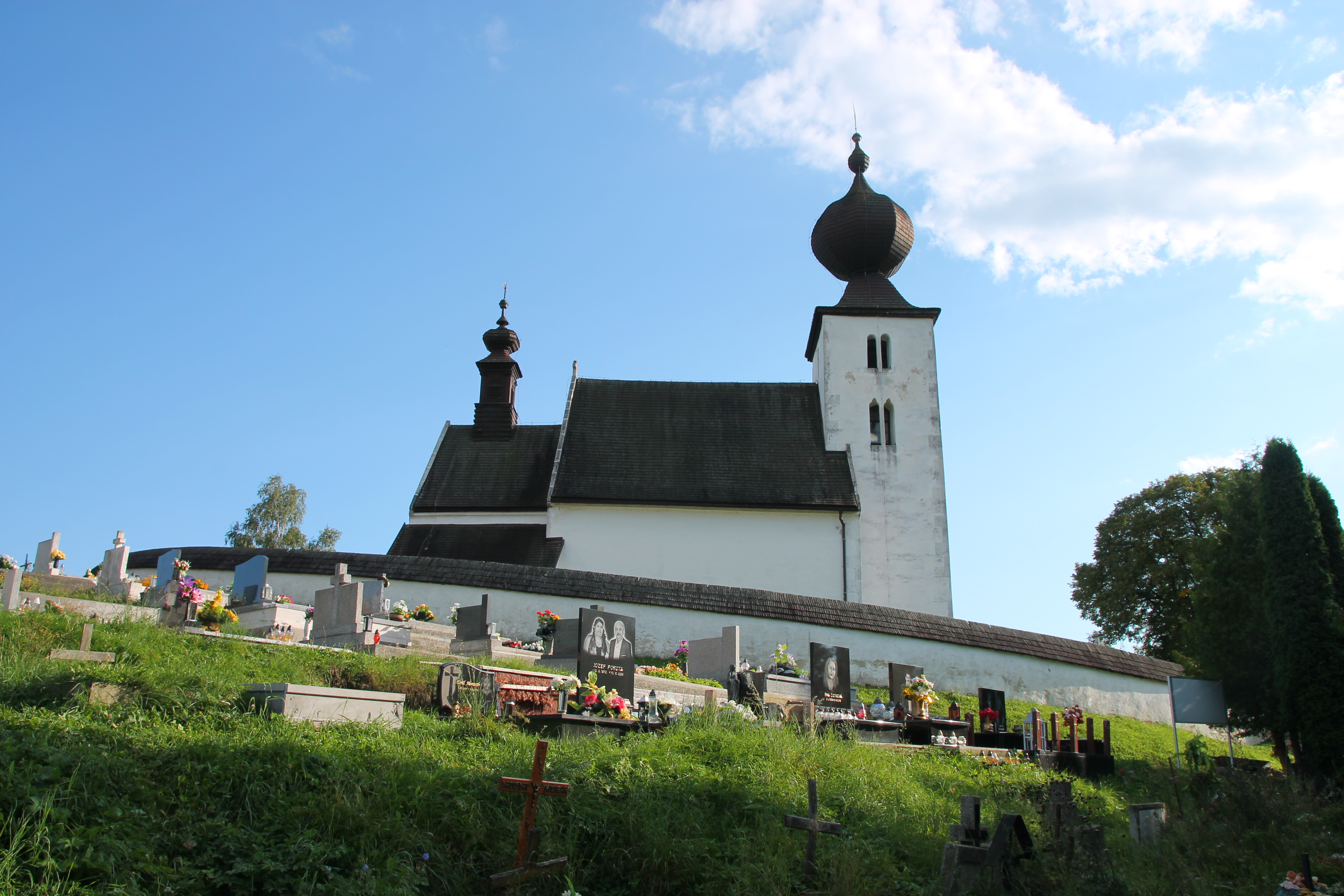
A templom a temető felől

A templom alaprajza

1563-tól az evangélikusok használatába került, majd 1638-ban (más források szerint 1632-ben) visszakapták a katolikusok. A pestisjárványt követő fertőtlenítés miatt a templom belső terét 1646-ban kimeszelték, ennek következtében középkori freskói évszázadokra feledésbe merültek, egészen a 19. század végéig. Barokk berendezése a 17. században készült (főoltára 1656-ból származik), toronysisakja pedig 1769-ben épült.
A középkori freskók feltárására és restaurálására az 1950-es évektől került sor. 1993-ban a Szepesi várral együtt, melytől történelme a középkorban elválaszthatatlan volt, a Világörökség részévé nyilvánították.

## Épület

### Külső kép
A templom a 15. századi felújítás óta alapvetően gótikus stílusú, kéthajós alaprajzú, középen oszlopsorral, gótikus boltozattal. Nyugati homlokzata előtti négyzetes, ikerablakos, barokk hagymasisakos torony áll.  A hajónál alacsonyabb, huszártornyos, egyenes záródású szentélye ma is őriz román kori részleteket. Toronysisakja és a templomhajó is zsindellyel fedett.
A templom körül fehérre meszelt, fazsindellyel fedett, szabálytalan kör alakú védőfal húzódik. Mellette temető fekszik.

### Falfestmények

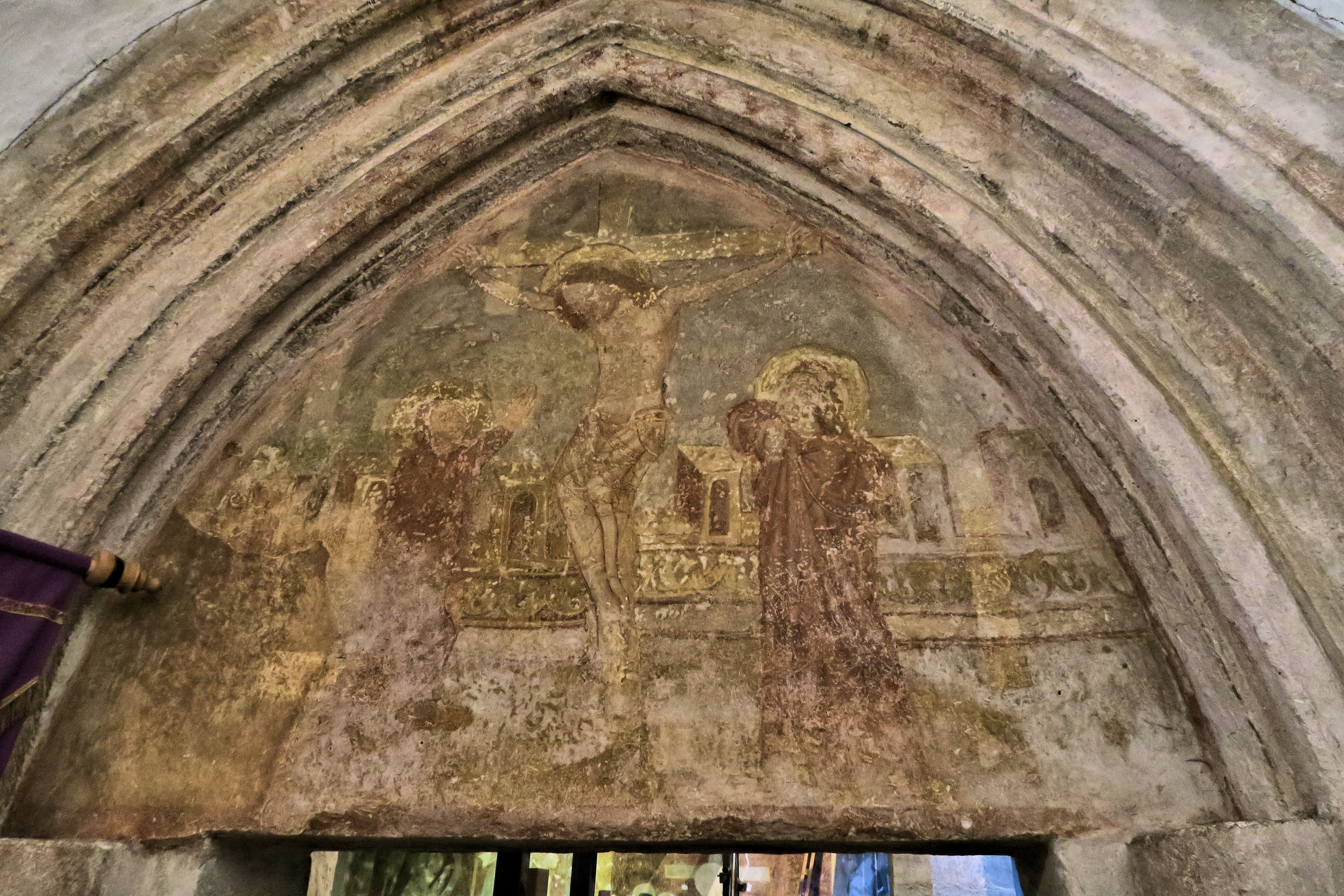
A keresztrefeszítést ábrázoló freskó a déli kapu fölött

Legrégebbi, a szentélyben található freskói 13. századiak, a hajóban lévők túlnyomó része a 14. században készült. Az eredeti freskók nem alkottak összefüggő rendszert, a 14. századi újrafestés ugyanakkor már ikonográfiai terv alapján készült. A templomba belépve, a diadalív felett a látogatót az utolsó ítélet jelenete fogadja. A legrégebbi, a Keresztrefeszítést ábrázoló falikép a 13. századból származik, és a déli kapu fölött található.
A század végén készült a Szent László királyt csatajelenet közben ábrázoló freskó is. A László-legendát ábrázoló ciklus rossz állapotban maradt fent; ennek oka az átalakítások mellett az, hogy alatta találták meg az 1280-as években készült Szent Kereszt-ábrázolást, melynek feltárása miatt a kun lóról való lerántást ábrázoló jelenet csak töredékesen látható (pontos másolata viszont több forrásból fennmaradt). A jelenetsor a nagyváradi várnál kezdődik, ahonnan László vezetésével kitör a kunokat üldözőbe vevő magyar sereg. A következő jelenetben László dárdájával megszúrja a kun harcost, akit a lány ránt le a lóról. Az egymással birkózó férfiak jeleneténél a lány bárddal csap a kun lábába, végül a László által lefogott ellenséget maga fejezi le. Az ábrázolás különlegessége a lány meghatározó szerepe.
Az északi falon Jézus életéből vett jelenetek láthatók. Az egyik legértékesebb a 14. század második feléből származó, keresztény szimbólumokat ábrázoló Életfa (Arbor vitae). A középen látható keresztre feszített Krisztus az üdvtörténetet Ószövetségre és Újszövetségre osztja fel. Az Ószövetséget a zsinagógát, az Újszövetséget pedig az Egyházat megtestesítő nőalak jelképezi. A képen Ádám és Éva alakja is megjelenik; a kereszt és az édenkerti fa ábrázolása összefonódik.

### Berendezés
A keresztelőkút 13. századi. A szószék, az fő- és a mellékoltár barokk stílusú, fekete–arany színkombinációban. A főoltárt hatalmas angyalalakok díszítik; két oldalán Szent István és Szent László alakja látható.

## Turizmus
A templom hétfőtől szombatig, szerény belépődíj ellenében látogatható.